# 康塞桑-达巴拉迪米纳斯
康塞桑-达巴拉迪米纳斯（葡萄牙語：Conceição da Barra de Minas）是巴西米纳斯吉拉斯州的一个市镇。总面积273.048平方公里，总人口3960人，人口密度14.5人/平方公里。